# Richard Clayderman
Richard Clayderman (rođ. kao Philippe Pagès u Parizu, 28. prosinca 1953.) je francuski pijanist koji je objavio brojne albume uključujući i skladbe Paula de Sennevillea i Oliviera Toussainta, instrumentalne obrade popularne glazbe, obrade filmske glazbe, etno glazbe kao i easy listening obrade popularnih dijela klasične glazbe.

## Rani život
Claydermana je klavir naučio svirati otac koji je bio učitelj harmonike.
U dobi od dvanaest godina primljen je na Conservatoire de Paris, na kojem je u svojim kasnijim adolescentnim godinama dobio i veliko priznanje. U obećavajućoj karijeri klasičnog pijanista spriječile su ga financijske poteškoće, otežane očevom bolešću. Kako bi zaradio za život, zaposlio se kao bankarski činovnik i kao pratitelj suvremenih sastava. Pratio je francuske pjevače poput Johnnyja Hallydaya, Thierrya Le Lurona i Michela Sardoua.

## Ballade pour Adeline
1976. godine Olivier Toussaint, francuski diskografski producent, i njegov partner Paul de Senneville pozvali su ga na snimanje nježne klavirske balade. De Senneville je sastavio ovu baladu u čast svojoj kćeri Adeline. 23-godišnji Pagès bio je na audiciji zajedno s još 20 pijanista i dobio je posao. "Bio je zanimljiv glazbenik s mekim dodirom i dobrom tehnikom", rekao je Toussaint. "I izgledao je dobro".
Pagèsovo ime promijenjeno je u Richard Clayderman (usvojio je prezime svoje prabake kako bi se izbjeglo pogrešno izgovaranje njegovog pravog imena izvan Francuske), a singl je prodan u 22 milijuna primjeraka u 38 zemalja. Nazvan je  Ballade pour Adeline .

## Uspjeh
Clayderman je snimio preko 1300 melodija i stvorio novi romantični stil kroz repertoar koji spaja originale njegovih zaštitnih znakova s klasikom i pop standardima. Od 2006. godine, njegova prodaja iznosi otprilike 150 milijuna nosača zvuka, a prodao je i 267 zlatnih i 70 platinastih albuma. Popularan je u Aziji i "Guinnessova knjiga rekorda" naziva ga "najuspješnijim pijanistom na svijetu".

## Diskografija
Studjski albumi, 1977. – 90.
- Richard Clayderman (poznat i kao Ballade pour Adeline, 1977.)
- A Comme Amour/Les Fleurs Sauvages (1978.)
- Rêveries (1979.)
- Lettre à Ma Mère (1979.)
- Medley Concerto (1979.)
- Les Musiques de l’Amour (1980.)
- Rondo Pour un Tout Petit Enfant (1981.)
- Christmas (1982.)
- Rêveries No. 2 (1982.)
- Couleur Tendresse (1982.)
- Les Rêves d'Amour (aka A Dream of Love, 1983.)
- Le Premier Chagrin d’Elsa (1983.)
- Italie Mon Amour (1984.)
- The Music of Love (1984.)
- Cœur fragile (1984.)
- Concerto (s Royal Philharmonic Orchestra, 1985.)
- Divorce à Hollywood/Irreconcilable Differences (soundtrack, 1985.)
- From Paris with Love (1985.)
- Les Sonates (s Nicolasom de Angelisom, 1985.)
- Hollywood and Broadway (1986.)
- Romantic (1986.)
- Eléana (1987.)
- Songs of Love (1987.)
- A Little Night Music (1988.)
- Deutsche Volkslieder (sa Schönebergerom Sängerknabenom, 1988.)
- Quel Gran Genio Del Mio Amico – Richard Clayderman Interpreta Lucio Battisti (1988.)
- Romantic America (1988.)
- Zodiacal Symphony (1988.)
- The Love Songs of Andrew Lloyd Webber (1989.)
- Amour Pour Amour (with Berdien Stenberg, 1989.)
- Il Y A Toujours du Soleil Au-Dessus des Nuages (s Jamesom Lastom, 1990.)
- My Classic Collection (1990.)
- The Fantastic Movie Story of Ennio Morricone (1990.)
- Anemos (1990.)

Live albumi
- En Concert (1981.)
- A Pleyel (s Nicolasom de Angelisom, 1983.)
- Brasil Tour ’86 (Brazil, 1986.)

## Vanjske poveznice
- Službene stranice
- Richard Clayderman na AllMusicu
- Play Album of Richard Clayderman  Arhivirana inačica izvorne stranice od 29. lipnja 2015. (Wayback Machine)
- Richard Clayderman on rfimusique.com